# Firestone Grand Prix of St. Petersburg 2014
Der Firestone Grand Prix of St. Petersburg 2014 fand am 30. März in den Streets of St. Petersburg in Saint Petersburg, Florida, Vereinigte Staaten statt und war das erste Rennen der IndyCar Series 2014.

## Berichte

### Hintergrund
Bei diesem Rennen debütierten drei Fahrer in der IndyCar Series. Mikhail Aleshin (Schmidt Peterson Motorsports) und Carlos Huertas (Dale Coyne Racing) wechselten aus der Formel Renault 3.5 in die Serie. Aleshin erreichte 2013 den zwölften, Huertas den 14. Platz. Jack Hawksworth (BHA/BBM with Curb Agajanian) stieg als Vierter der Indy Lights auf. Ebenfalls aus der Indy Lights kam Carlos Muñoz, der bereits das letzte Saisonrennen 2013 für Andretti Autosport bestritten hatte. Muñoz war Gesamtdritter der Indy Lights.
Juan Pablo Montoya kehrte nach einigen Jahren im NASCAR Sprint Cup in den Formelsport zurück und erhielt ein Cockpit bei Penske Motorsports. Montoya gewann 1999 die CART-Serie und 2000 bei seinem bisher einzigen Einsatz in der IndyCar Series das Indianapolis 500. Ryan Briscoe (NTT Data Chip Ganassi Racing) war zuvor zuletzt beim GoPro Grand Prix of Sonoma 2013 für Panther Racing und Mike Conway (Ed Carpenter Racing) beim Shell and Pennzoil Grand Prix of Houston 2013 für Dale Coyne Racing im Einsatz.
Drei Fahrer hatten ihre Teams gewechselt. Tony Kanaan von KV Racing Technology zu Target Chip Ganassi Racing. Sébastien Bourdais und Sebastián Saavedra wechselten beide von Dragon Racing, die nicht mehr im Starterfeld vertreten waren, zu KV.
Bis auf Chip Ganassi Racing und Andretti Autosport behielten alle Teams ihren Motorenhersteller. Chip Ganassi Racing wechselte von Honda zu Chevrolet; Andretti Autosport genau andersherum: von Chevrolet zu Honda. Honda setzte in dieser Saison – wie Chevrolet bereits in den vorherigen Jahren – einen Twin-Turbo-Motor ein.
Zum ersten Mal seit dem Toyota Grand Prix of Long Beach 2008 war keine Rennfahrerin im Starterfeld der IndyCar Series.
Mit Hélio Castroneves (dreimal), Graham Rahal, Briscoe, Will Power und James Hinchcliffe (jeweils einmal) gingen fünf ehemalige Sieger bei diesem Grand Prix an den Start.

### Training
Im ersten Training war Hinchliffe am schnellsten. Justin Wilson wurde Zweiter, Takuma Satō Dritter. Die Bestzeit wurde in der Mitte des Trainings aufgestellt. Zeitenverbesserungen am Trainingsende wurden durch eine rote Flagge nach einem Unfall von Bourdais erschwert. Im zweiten Training übernahm Satō die Führung vor Rahal und Power. Die ersten 19 Piloten lagen innerhalb einer Sekunde. Das Training wurde dreimal unterbrochen. Zwischenfälle bei Hawksworth, Josef Newgarden und Saavedra waren die Auslöser. Am Ende des zweiten Trainings fuhr Montoya in die Reifenstapel, was zu keiner rote Flagge mehr führte.
Im dritten Training erzielte Briscoe die Bestzeit vor Castroneves und Satō. Bis auf Huertas lagen alle Piloten innerhalb einer Sekunde.

### Qualifying
Das Qualifying wurde aufgrund schlechten Wetters um etwa vier Stunden nach hinten verschoben. Wegen schwerer Gewitter und einer Tornadowarnung wurden Tribünen, alle Outdoor-Bereiche und die Boxengasse geräumt.
Der erste Abschnitt des Zeitentrainings wurde in zwei Gruppen ausgetragen. Die sechs schnellsten Piloten jeder Gruppe kamen ins zweite Segment. Die restlichen Startpositionen wurden aus dem Ergebnis des ersten Qualifyingabschnitts bestimmt, wobei den Fahrern der ersten Gruppe die ungeraden Positionen ab 13, und den Fahrern der zweiten Gruppe die geraden Positionen ab 14 zugewiesen wurden. Die Strecke war nach dem Gewitter noch nass, aber trocknete ab. In der ersten Gruppe gab es nach Zwischenfällen von Rahal und Hinchcliffe insgesamt zwei rote Flaggen. In der ersten Gruppe fuhr Kanaan die schnellste Runde, in der zweiten Gruppe war Satō der schnellste Pilot.
Im zweiten Segment der Qualifikation qualifizierten sich die sechs schnellsten Fahrer für den finalen Abschnitt. Die Strecke trocknete weiter ab, sodass am Ende alle Fahrer mit der weicheren Reifenmischung Reds unterwegs waren. Satō erzielte die schnellste Rundenzeit. Er war einer von drei Fahrern, der in diesem Abschnitt durchgängig mit den Reds fuhr. Neben ihm schafften es Ryan Hunter-Reay, Power, Marco Andretti, Kanaan und Scott Dixon in den dritten Teil des Qualifyings, die sogenannten Firestone Fast Six.
Satō fuhr schließlich die schnellste Zeit und erzielte die Pole-Position vor Kanaan und Hunter-Reay.

### Abschlusstraining
Im Abschlusstraining war Muñoz am schnellsten. Newgarden wurde Zweiter, Bourdais Dritter. Das Training wurde nach einem Zwischenfall von Montoya am Beginn einmal unterbrochen. Montoya untersteuerte in Kurve 10 und fuhr in die Reifenstapel.

### Rennen
Satō behielt die Führung beim Start vor Hunter-Reay, Kanaan, Power und Dixon. Es gab im Feld auf der Start-Ziel-Geraden nur eine Berührung zwischen Rahal und Hinchcliffe. Rahal hatte sich vom 21. auf den 13. Platz verbessert. In der achten Kurve kam es zu einer Berührung zwischen Bourdais und Montoya. In der Anfangsphase setzten sich die Fahrer auf den weicheren Reds im vorderen Feld fest, während Andretti auf Platz 13 der Beste mit den härteren Blacks war.
Die Fahrer auf den härteren Reifen begannen die Phase der ersten Boxenstopps in der zwölften Runde. Bourdais, dessen Frontflügel nach der Berührung mit Montoya beschädigt war, gehörte zu den ersten Piloten und wechselte bei seinem Stopp auch den Frontflügel. Die Fahrer in der Spitzengruppe blieben länger auf der Strecke. Satō verlor die Führung nach seinem Stopp kurzzeitig an Castroneves, erhielt sie nach dessen Stopp aber wieder zurück. Satō wurde anschließend von Power, der etwas früher gestoppt hatte, unter Druck gesetzt und in der 31. Runde in den ersten zwei Kurven überholt. Satō, der nun auf der härteren Reifenmischung unterwegs war und damit Probleme hatte, wurde in den nächsten Runden von Castroneves und Hunter-Reay unter Druck gesetzt.
Bei den zweiten Boxenstopps gab Power die Führung kurzzeitig an Satō ab, der aus der Spitzengruppe am längsten draußen blieb und dadurch bedingt Positionen verlor. Nachdem alle an der Box waren führte Power vor Castroneves, Hunter-Reay, Conway und Satō. Conway gelang es, in der 65. Runde an Hunter-Reay vorbeizufahren.
An der Spitze holte Castroneves auf Power, der im Gegensatz zu seinem Teamkollegen die härtere Reifenmischung benutzte, auf. In der 75. Runde kam es zur ersten Gelbphase, nachdem Charlie Kimball in der ersten Kurve ausgerutscht war. Kimball nahm das Rennen wieder auf, gab jedoch kurz vor Rennende auf. Die Fahrer, die noch nicht zum dritten Mal an der Box waren, nutzen die Gelbphase zum Stopp. Conway, der zuvor auf Platz drei lag, verpasste den Zeitpunkt an die Box zu fahren wegen eines Kommunikationsproblems, blieb eine Runde länger auf der Strecke und fiel schließlich in den hinteren Teil des Feldes zurück. Conway überholte zudem irrtümlich das Safety Car und erhielt dafür eine Durchfahrtsstrafe.
Der Restart in der 82. Runde war der erste nach der Abschaffung der Double-File-Restarts. Power nahm an, dass nun der Führende den Zeitpunkt des Restarts bestimmen darf, sodass er das Feld langsam auf die Start-Ziel-Gerade führte und alle Piloten verlangsamten. Allerdings verstand Power die Neuregelung falsch, da die Rennleitung weiterhin mit der grünen Flagge das Signal zum Restart gab. Dadurch kam es zu einer erhöhten Unfallgefahr im Feld. Hawksworth verlor schließlich die Kontrolle über sein Fahrzeug und kollidierte mit Andretti. Für beide Fahrer war das Rennen beendet. Auch Muñoz war in den Zwischenfall verwickelt. Das Rennen wurde erneut durch die gelbe Flagge neutralisiert. Hawksworth hatte zuvor eine gute Leistung bei seinem Debüt gezeigt.
Beim folgenden Restart gab es keinen weiteren Zwischenfall. Power behielt die Führung, Hunter-Reay überholte Castroneves und übernahm die zweite Position.
Power gewann schließlich das Rennen und erzielte seinen dritten Sieg in Folge. Damit gelang es Power, acht Saisons in Folge mindestens ein Rennen für sich zu entscheiden. Seit Beginn der Saison 2010 führte Power zudem 55 von 69 Rennen an. Hunter-Reay wurde Zweiter vor Castroneves, Dixon und Simon Pagenaud. Die Top 10 komplettierten Kanaan, Satō, Wilson, Newgarden und Briscoe.
Aleshin war als Zwölfter bester Debütant. Montoya erreichte bei seiner Rückkehr den 15. Platz.

## Meldeliste
Alle Teams und Fahrer verwendeten das Chassis Dallara DW12 mit einem Aero-Kit von Dallara und Reifen von Firestone.
| Team                                  | Nr. | Fahrer             | Motor     |
| ------------------------------------- | --- | ------------------ | --------- |
| Penske Motorsports                    | 02  | Juan Pablo Montoya | Chevrolet |
| Team Penske                           | 03  | Hélio Castroneves  | Chevrolet |
| Team Penske                           | 12  | Will Power         | Chevrolet |
| Schmidt Peterson Motorsports          | 07  | Mikhail Aleshin    | Honda     |
| NTT Data Chip Ganassi Racing          | 08  | Ryan Briscoe       | Chevrolet |
| Target Chip Ganassi Racing            | 09  | Scott Dixon        | Chevrolet |
| Target Chip Ganassi Racing            | 10  | Tony Kanaan        | Chevrolet |
| KVSH Racing                           | 11  | Sébastien Bourdais | Chevrolet |
| A. J. Foyt Enterprises                | 14  | Takuma Satō        | Honda     |
| Rahal Letterman Lanigan Racing        | 15  | Graham Rahal       | Honda     |
| KVAFS Racing                          | 17  | Sebastian Saavedra | Chevrolet |
| Dale Coyne Racing                     | 18  | Carlos Huertas     | Honda     |
| Dale Coyne Racing                     | 19  | Justin Wilson      | Honda     |
| Ed Carpenter Racing                   | 20  | Mike Conway        | Chevrolet |
| Andretti Autosport                    | 25  | Marco Andretti     | Honda     |
| Andretti Autosport                    | 27  | James Hinchcliffe  | Honda     |
| Andretti Autosport                    | 28  | Ryan Hunter-Reay   | Honda     |
| Andretti – HVM                        | 34  | Carlos Muñoz       | Honda     |
| Sarah Fisher Hartman Racing           | 67  | Josef Newgarden    | Honda     |
| Schmidt Peterson Hamilton Motorsports | 77  | Simon Pagenaud     | Honda     |
| Chip Ganassi Racing Teams             | 83  | Charlie Kimball    | Chevrolet |
| BHA/BBM with Curb Agajanian           | 98  | Jack Hawksworth    | Honda     |

Quelle: 

## Klassifikationen

### Qualifying
| Pos. | Fahrer             | Team                                  | Fahrzeug          | Gruppe 1   | Gruppe 2  | Top 12    | FF6       | Start |
| ---- | ------------------ | ------------------------------------- | ----------------- | ---------- | --------- | --------- | --------- | ----- |
| 01   | Takuma Satō        | A. J. Foyt Enterprises                | Dallara-Honda     | —          | 1:12,0073 | 1:03,0131 | 1:01,8686 | 01    |
| 02   | Tony Kanaan        | Target Chip Ganassi Racing            | Dallara-Chevrolet | 1:13,4961  | —         | 1:03,2674 | 1:02,1637 | 02    |
| 03   | Ryan Hunter-Reay   | Andretti Autosport                    | Dallara-Honda     | 1:13,7241  | —         | 1:03,1647 | 1:02,2167 | 03    |
| 04   | Will Power         | Team Penske                           | Dallara-Chevrolet | —          | 1:12,2248 | 1:03,2183 | 1:02,3955 | 04    |
| 05   | Scott Dixon        | Target Chip Ganassi Racing            | Dallara-Chevrolet | —          | 1:12,0083 | 1:03,3753 | 1:02,4454 | 05    |
| 06   | Marco Andretti     | Andretti Autosport                    | Dallara-Honda     | 1:14,7209  | —         | 1:03,2406 | 1:02,9595 | 06    |
| 07   | Carlos Muñoz       | Andretti – HVM                        | Dallara-Honda     | —          | 1:12,0603 | 1:03,3955 | —         | 07    |
| 08   | Jack Hawksworth    | BHA/BBM with Curb Agajanian           | Dallara-Honda     | —          | 1:12,1556 | 1:03,5738 | —         | 08    |
| 09   | Ryan Briscoe       | NTT Data Chip Ganassi Racing          | Dallara-Chevrolet | 1:15,6860  | —         | 1:03,6206 | —         | 09    |
| 10   | Hélio Castroneves  | Team Penske                           | Dallara-Chevrolet | 1:14,8811  | —         | 1:03,6635 | —         | 10    |
| 11   | Sebastian Saavedra | KVAFS Racing                          | Dallara-Chevrolet | —          | 1:12,3060 | 1:03,8374 | —         | 11    |
| 12   | Mike Conway        | Ed Carpenter Racing                   | Dallara-Chevrolet | 1:13,9450  | —         | 1:03,9618 | —         | 12    |
| 13   | Sébastien Bourdais | KVSH Racing                           | Dallara-Chevrolet | 1:15,8337  | —         | —         | —         | 13    |
| 14   | Simon Pagenaud     | Schmidt Peterson Hamilton Motorsports | Dallara-Honda     | —          | 1:12,3741 | —         | —         | 14    |
| 15   | Mikhail Aleshin    | Schmidt Peterson Motorsports          | Dallara-Honda     | 1:15,9111  | —         | —         | —         | 15    |
| 16   | Justin Wilson      | Dale Coyne Racing                     | Dallara-Honda     | —          | 1:12,5890 | —         | —         | 16    |
| 17   | Carlos Huertas     | Dale Coyne Racing                     | Dallara-Honda     | 1:16,8105  | —         | —         | —         | 17    |
| 18   | Juan Pablo Montoya | Penske Motorsports                    | Dallara-Chevrolet | —          | 1:12,6994 | —         | —         | 18    |
| 19   | James Hinchcliffe  | Andretti Autosport                    | Dallara-Honda     | 2:34,4862  | —         | —         | —         | 19    |
| 20   | Charlie Kimball    | Chip Ganassi Racing Teams             | Dallara-Honda     | —          | 1:13,0048 | —         | —         | 20    |
| 21   | Graham Rahal       | Rahal Letterman Lanigan Racing        | Dallara-Honda     | keine Zeit | —         | —         | —         | 21    |
| 22   | Josef Newgarden    | Sarah Fisher Hartman Racing           | Dallara-Honda     | —          | 1:13,1170 | —         | —         | 22    |

Quellen: 

### Rennen
| Pos. | Fahrer             | Team                                  | Fahrzeug          | Runden | Zeit         | Start | Führungsrunden |
| ---- | ------------------ | ------------------------------------- | ----------------- | ------ | ------------ | ----- | -------------- |
| 01   | Will Power         | Team Penske                           | Dallara-Chevrolet | 110    | 2:06:57,6288 | 04    | 74             |
| 02   | Ryan Hunter-Reay   | Andretti Autosport                    | Dallara-Honda     | 110    | + 1,9475     | 03    | 0              |
| 03   | Hélio Castroneves  | Team Penske                           | Dallara-Chevrolet | 110    | + 7,8716     | 10    | 02             |
| 04   | Scott Dixon        | Target Chip Ganassi Racing            | Dallara-Chevrolet | 110    | + 15,9685    | 05    | 0              |
| 05   | Simon Pagenaud     | Schmidt Peterson Hamilton Motorsports | Dallara-Honda     | 110    | + 17,3937    | 14    | 0              |
| 06   | Tony Kanaan        | Target Chip Ganassi Racing            | Dallara-Chevrolet | 110    | + 20,3882    | 02    | 0              |
| 07   | Takuma Satō        | A. J. Foyt Enterprises                | Dallara-Honda     | 110    | + 20,8561    | 01    | 33             |
| 08   | Justin Wilson      | Dale Coyne Racing                     | Dallara-Honda     | 110    | + 21,0622    | 16    | 0              |
| 09   | Josef Newgarden    | Sarah Fisher Hartman Racing           | Dallara-Honda     | 110    | + 21,5544    | 22    | 0              |
| 10   | Ryan Briscoe       | NTT Data Chip Ganassi Racing          | Dallara-Chevrolet | 110    | + 23,9897    | 09    | 0              |
| 11   | Sebastian Saavedra | KVAFS Racing                          | Dallara-Chevrolet | 110    | + 34,4041    | 11    | 0              |
| 12   | Mikhail Aleshin    | Schmidt Peterson Motorsports          | Dallara-Honda     | 110    | + 34,9969    | 15    | 0              |
| 13   | Sébastien Bourdais | KVSH Racing                           | Dallara-Chevrolet | 110    | + 35,3526    | 13    | 0              |
| 14   | Graham Rahal       | Rahal Letterman Lanigan Racing        | Dallara-Honda     | 110    | + 38,9881    | 21    | 0              |
| 15   | Juan Pablo Montoya | Penske Motorsports                    | Dallara-Chevrolet | 110    | + 40,3350    | 18    | 0              |
| 16   | Mike Conway        | Ed Carpenter Racing                   | Dallara-Chevrolet | 110    | + 40,9140    | 12    | 01             |
| 17   | Carlos Muñoz       | Andretti – HVM                        | Dallara-Honda     | 110    | + 44,6244    | 07    | 0              |
| 18   | Carlos Huertas     | Dale Coyne Racing                     | Dallara-Honda     | 110    | + 47,5637    | 17    | 0              |
| 19   | James Hinchcliffe  | Andretti Autosport                    | Dallara-Honda     | 109    | + 1 Runde    | 19    | 0              |
| 20   | Charlie Kimball    | Chip Ganassi Racing Teams             | Dallara-Honda     | 108    | DNF          | 20    | 0              |
| 21   | Jack Hawksworth    | BHA/BBM with Curb Agajanian           | Dallara-Honda     | 083    | DNF          | 08    | 0              |
| 22   | Marco Andretti     | Andretti Autosport                    | Dallara-Honda     | 082    | DNF          | 06    | 0              |

Quellen: 

#### Führungsabschnitte
| Abschnitt | Runden | Fahrer            |
| --------- | ------ | ----------------- |
| 1         | 1–26   | Takuma Satō       |
| 2         | 27–28  | Hélio Castroneves |
| 3         | 29–30  | Takuma Satō       |
| 4         | 31–52  | Will Power        |
| 5         | 53–57  | Takuma Satō       |
| 6         | 58–76  | Will Power        |
| 7         | 77     | Mike Conway       |
| 8         | 78–110 | Will Power        |

Quellen: 

#### Gelbphasen
| Nr. | Dauer | Runden | Grund für Gelbphase                                                                                    |
| --- | ----- | ------ | --- |
| 1   | 76–81 | 6      | Kontakt: Charlie Kimball (#83) in Kurve 1                                                              |
| 2   | 83–86 | 4      | Kontakt: Marco Andretti (#25), Carlos Muñoz (#34) und Jack Hawksworth (#98) auf der Start-Ziel-Geraden |

Quellen: 

## Punktestände nach dem Rennen

### Fahrerwertung
Die Punktevergabe wird hier erläutert.
| Pos. | Fahrer            | Punkte |
| ---- | ----------------- | ------ |
| 01.  | Will Power        | 53     |
| 02.  | Ryan Hunter-Reay  | 40     |
| 03.  | Hélio Castroneves | 36     |
| 04.  | Scott Dixon       | 32     |
| 05.  | Simon Pagenaud    | 30     |
| 06.  | Tony Kanaan       | 28     |
| 07.  | Takuma Satō       | 28     |
| 08.  | Justin Wilson     | 24     |

| Pos. | Fahrer             | Punkte |
| ---- | ------------------ | ------ |
| 09.  | Josef Newgarden    | 22     |
| 10.  | Ryan Briscoe       | 20     |
| 11.  | Sebastian Saavedra | 19     |
| 12.  | Mikhail Aleshin    | 18     |
| 13.  | Sébastien Bourdais | 17     |
| 14.  | Graham Rahal       | 16     |
| 15.  | Juan Pablo Montoya | 15     |
| 16.  | Mike Conway        | 15     |

| Pos. | Fahrer            | Punkte |
| ---- | ----------------- | ------ |
| 17.  | Carlos Muñoz      | 13     |
| 18.  | Carlos Huertas    | 12     |
| 19.  | James Hinchcliffe | 11     |
| 20.  | Charlie Kimball   | 10     |
| 21.  | Jack Hawksworth   | 9      |
| 22.  | Marco Andretti    | 8      |